# Moto Boy
Moto Boy, pseudonimo di Kaj Oskar Ludvig Humlebo (Färila, 2 agosto 1980), è un cantante svedese.

## Biografia
Moto Boy ha fatto il suo debutto discografico con l'album in studio eponimo (2008), che ha raggiunto la 49ª posizione della Sverigetopplistan. Lost in the Call (2010) gli ha regalato il suo miglior posizionamento in classifica (21º posto).
Sono seguiti i dischi Keep Your Darkness Secret (2014), New Music (2017) e Stökigt hjärta (2019).

## Discografia

### Album in studio
- 2008 – Moto Boy
- 2010 – Lost in the Call
- 2014 – Keep Your Darkness Secret
- 2017 – New Music
- 2019 – Stökigt hjärta

### EP
- 2008 – For Martha

### Singoli
- 2010 – The Heart Is a Rebel
- 2014 – Someday
- 2014 – Too Young to Know
- 2014 – Black Lillies
- 2016 – Everybody's Running from Something
- 2017 – Dead for Seconds (feat. Nina Persson)
- 2018 – Yesternite
- 2019 – Min stora kärlek
- 2019 – Du och jag
- 2019 – Vi kör tills vi dör
- 2023 – Life Is Wasted on the Living
- 2024 – Drown out the Noise
- 2024 – When Are You Coming Home?